# 1. florbalová liga mužů 2018/2019
1. florbalová liga mužů 2018/2019 byla 26. ročníkem druhé nejvyšší mužské florbalové soutěže v Česku.
Základní část soutěže hrálo 14 týmů dvakrát každý s každým. Do play-off postoupilo prvních osm týmů. Týmy na desátém až třináctém místě hrály play-down o sestup. Poslední tým sestoupil rovnou. 
Vítězem ročníku se stal tým Black Angels po porážce týmu FBŠ Hummel Hattrick Brno ve finále. Tým Black Angels tak poprvé postoupil do Superligy, kde nahradil sestupující tým TJ Znojmo LAUFEN CZ. Hattrick napočtvrté v baráži zvítězil nad týmem Bulldogs Brno, a také poprvé postoupil do nejvyšší soutěže.
1. liga měla v této sezóně tři nové účastníky. V minulé sezóně ze Superligy sestoupil do 1. ligy tým Florbal Ústí. Naopak z Národní ligy postoupily týmy FBC Štíři Č. Budějovice a Florbal Primátor Náchod. Náchod se v play-down neudržel a sestoupil zpět.
Dále z posledního místa v základní části po 14 sezónách (z toho jedné v Superlize) sestoupil tým SK Bivoj Litvínov. Sestupující týmy byly v následující sezóně nahrazeny vítězi skupin tohoto ročníku Národní ligy, týmy TJ Sokol Jaroměř a Sokol Brno I EMKOCase Gullivers. Pro Jaroměř to byl návrat do druhé nejvyšší soutěže po 20 sezónách. Tým Sokol Brno I postoupil do 1. ligy poprvé. Třetí sestupující tým byl 1. MVIL Ostrava WOOW, který v baráži prohrál s týmem 1. FBK Rožnov p/R. Rožnov se do 1. ligy vrátil po dvou sezónách v Národní lize. MVIL sestoupil po čtyřech sezónách v 1. lize.

## Základní část
| Poř. | Tým                              | Z  | V  | VP | PP | P  | VG  | OG  | B  |
| ---- | -------------------------------- | -- | -- | -- | -- | -- | --- | --- | -- |
| 1.   | Black Angels                     | 26 | 22 | 0  | 2  | 2  | 243 | 128 | 68 |
| 2.   | FBŠ Hummel Hattrick Brno         | 26 | 20 | 2  | 1  | 3  | 219 | 122 | 65 |
| 3.   | Florbal Chomutov                 | 26 | 16 | 1  | 1  | 8  | 191 | 157 | 51 |
| 4.   | FB Hurrican Karlovy Vary         | 26 | 14 | 3  | 2  | 7  | 198 | 154 | 50 |
| 5.   | Kanonýři Kladno                  | 26 | 15 | 1  | 1  | 9  | 254 | 164 | 48 |
| 6.   | Florbal Ústí                     | 26 | 14 | 1  | 2  | 9  | 156 | 125 | 46 |
| 7.   | Florbal Exelsior Havířov         | 26 | 14 | 0  | 1  | 11 | 170 | 181 | 43 |
| 8.   | FBC Štíři Č. Budějovice          | 26 | 12 | 1  | 2  | 11 | 157 | 170 | 40 |
| 9.   | FAT PIPE Start98 Praha-Kunratice | 26 | 11 | 0  | 1  | 14 | 152 | 178 | 34 |
| 10.  | Z.F.K. AQM Petrovice             | 26 | 7  | 4  | 3  | 12 | 148 | 180 | 32 |
| 11.  | TJ Slovan Havířov                | 26 | 6  | 0  | 1  | 19 | 135 | 217 | 19 |
| 12.  | Florbal Primátor Náchod          | 26 | 5  | 1  | 0  | 20 | 128 | 222 | 17 |
| 13.  | 1. MVIL Ostrava WOOW             | 26 | 5  | 1  | 0  | 20 | 121 | 202 | 17 |
| 14.  | SK Bivoj Litvínov                | 26 | 4  | 2  | 0  | 20 | 139 | 211 | 16 |

## Play-off
První tři týmy si postupně zvolily soupeře pro čtvrtfinále z druhé čtveřice. Jednotlivá kola play-off se hrála na tři vítězné zápasy. Čtvrtfinále se hrálo od 2. do 10. března, semifinále od 16. do 23. března a finále od 30. března do 6. dubna 2019.

### Pavouk
|  | Čtvrtfinále (na zápasy)  | Čtvrtfinále (na zápasy)  |                          |   | Semifinále (na zápasy) | Semifinále (na zápasy) |  |  | Finále (na zápasy) | Finále (na zápasy) |
|  |                          |                          |                          |   |                        |                        |  |  |                    |                    |
|  |                          |                          |                          |   |                        |                        |  |  |                    |                    |
|  | Black Angels             | 3                        |                          |   |                        |                        |  |  |                    |                    |
|  | Black Angels             | 3                        |                          |   |                        |                        |  |  |                    |                    |
|  | Florbal Exelsior Havířov | 0                        |                          |   |                        |                        |  |  |                    |                    |
|  | Florbal Exelsior Havířov | 0                        | Black Angels             | 3 |                        |                        |  |  |                    |                    |
|  |                          |                          | Black Angels             | 3 |                        |                        |  |  |                    |                    |
|  |                          | FB Hurrican Karlovy Vary | 0                        |   |                        |                        |  |  |                    |                    |
|  | FB Hurrican Karlovy Vary | FB Hurrican Karlovy Vary | 0                        | 3 |                        |                        |  |  |                    |                    |
|  | FB Hurrican Karlovy Vary |                          |                          | 3 |                        |                        |  |  |                    |                    |
|  | Kanonýři Kladno          | 0                        |                          |   |                        |                        |  |  |                    |                    |
|  | Kanonýři Kladno          | 0                        | Black Angels             | 3 |                        |                        |  |  |                    |                    |
|  |                          |                          | Black Angels             | 3 |                        |                        |  |  |                    |                    |
|  |                          | FBŠ Hummel Hattrick Brno | 0                        |   |                        |                        |  |  |                    |                    |
|  | FBŠ Hummel Hattrick Brno | FBŠ Hummel Hattrick Brno | 0                        | 3 |                        |                        |  |  |                    |                    |
|  | FBŠ Hummel Hattrick Brno |                          |                          | 3 |                        |                        |  |  |                    |                    |
|  | FBC Štíři Č. Budějovice  | 0                        |                          |   |                        |                        |  |  |                    |                    |
|  | FBC Štíři Č. Budějovice  | 0                        | FBŠ Hummel Hattrick Brno | 3 |                        |                        |  |  |                    |                    |
|  |                          |                          | FBŠ Hummel Hattrick Brno | 3 |                        |                        |  |  |                    |                    |
|  |                          | Florbal Ústí             | 0                        |   |                        |                        |  |  |                    |                    |
|  | Florbal Chomutov         | Florbal Ústí             | 0                        | 1 |                        |                        |  |  |                    |                    |
|  | Florbal Chomutov         |                          |                          | 1 |                        |                        |  |  |                    |                    |
|  | Florbal Ústí             | 3                        |                          |   |                        |                        |  |  |                    |                    |
|  | Florbal Ústí             | 3                        |                          |   |                        |                        |  |  |                    |                    |

### Baráž
Poražený finalista, tým FBŠ Hummel Hattrick Brno, zvítězil v superligové baráži nad týmem Bulldogs Brno a postoupil do nejvyšší soutěže.

## Play-down
Play-down se hrálo od 9. března do 13. dubna 2019. První kolo play-down hrály 10. se 13. a 11. s 12. týmem po základní části. Jednotlivá kola play-down se hrála na čtyři vítězné zápasy.
Vítězové z prvního kola hráli proti sobě ve druhém kole. Vítěz této série zůstal v 1. lize, poražený hrál baráž. Poražení z prvního kola také hráli proti sobě ve druhém kole. Vítěz této série hrál baráž, poražený sestoupil do Národní ligy.
Baráž se hrála na tři vítězné zápasy mezi 20. a 28. dubnem proti poraženým finalistům skupin tohoto ročníku Národní ligy.

### 1. kolo
Z.F.K. AQM Petrovice – 1. MVIL Ostrava WOOW 4 : 3 na zápasy
TJ Slovan Havířov – Florbal Primátor Náchod 4 : 1 na zápasy

### 2. kolo
Z.F.K. AQM Petrovice – TJ Slovan Havířov 3 : 4 na zápasy
Florbal Primátor Náchod – 1. MVIL Ostrava WOOW 2 : 4 na zápasy

### Baráž
Z.F.K. AQM Petrovice – ASK Orka Čelákovice 3 : 1 na zápasy
1. MVIL Ostrava WOOW – 1. FBK Rožnov p/R 1 : 3 na zápasy

## Konečné pořadí
| Pořadí           | Tým                              |
| ---------------- | -------------------------------- |
| Zlatá medaile    | Black Angels                     |
| Stříbrná medaile | FBŠ Hummel Hattrick Brno         |
| Bronzová medaile | FB Hurrican Karlovy Vary         |
| 4.               | Florbal Ústí                     |
| 5.               | Florbal Chomutov                 |
| 6.               | Kanonýři Kladno                  |
| 7.               | Florbal Exelsior Havířov         |
| 8.               | FBC Štíři Č. Budějovice          |
| 9.               | FAT PIPE Start98 Praha-Kunratice |
| 10.              | TJ Slovan Havířov                |
| 11.              | Z.F.K. AQM Petrovice             |
| 12.              | 1. MVIL Ostrava WOOW             |
| 13.              | Florbal Primátor Náchod          |
| 14.              | SK Bivoj Litvínov                |